# 舞岡町
舞岡町（まいおかちょう、英: Maioka-chō）は、神奈川県横浜市戸塚区の町名。丁番を持たない単独町名である。住居表示未実施。

## 地理

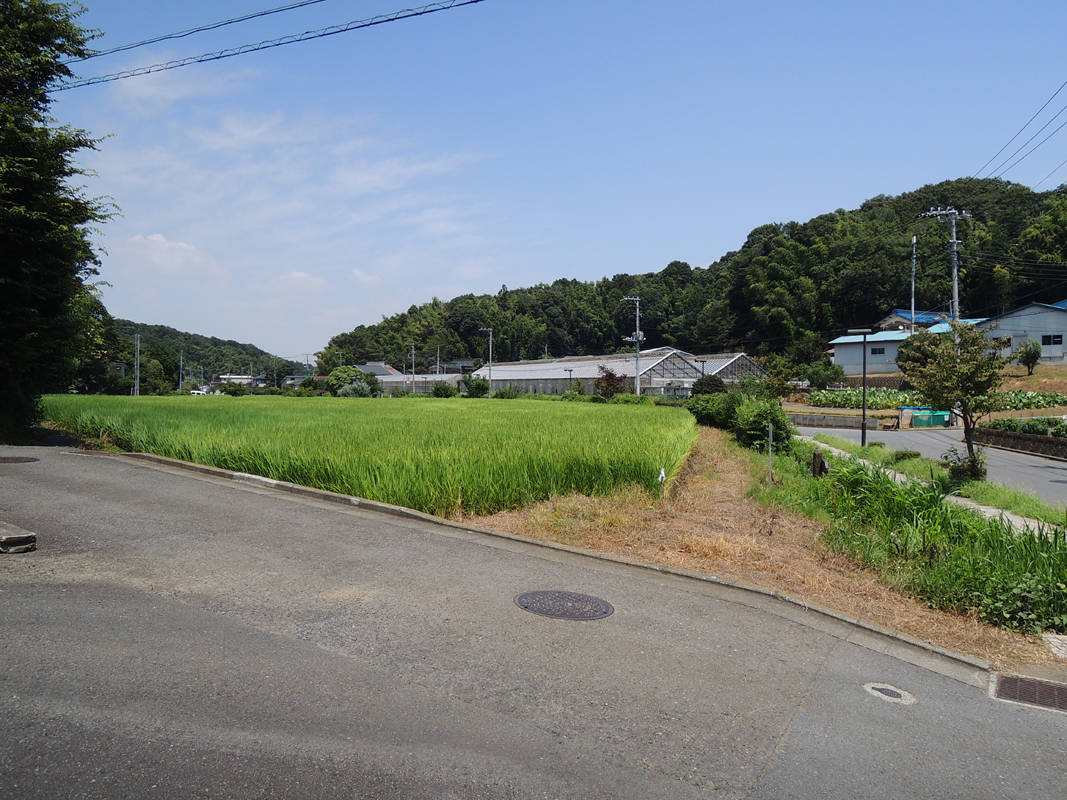
舞岡ふるさと村指定区域。左奥の白いビル付近に地下鉄舞岡駅がある

戸塚区東部に位置し、面積は2.377km²。南北に長く、地域南部にある舞岡公園付近を源流とする舞岡川が町南部から北部へと流れ、谷戸を形成している。町域の中部及び南部のほぼ全域が市街化調整区域とされ、町の中部から南部にかけて農業保護、振興及び景観保全のために舞岡ふるさと村に指定されており農業が盛んある。さらに町の南部は舞岡公園や舞岡ふるさとの森として緑地保全されている。北部側は国道1号にも近く宅地化されており用途地域は第一種低層住居専用地域、第一種住居地域、準工業地域になっている。

### 字名
| - 笠井下 - 杉ケ崎 - 竹之鼻 - 下谷 - 半屋敷 - 熊之堂 - 宮根 - 前田 - 三枚田 - 松原越 - 爪久保 - 大原 | - 古御堂 - 孫太郎 - 司鐘免 - 吉岡 - 稲荷谷 - 大鐚前 - 立野 - 水穴 - 古屋敷 - 東子 - 西根 |

### 地価
住宅地の地価は、2024年（令和6年）7月1日の神奈川県地価調査によれば、舞岡町字西根3693番6の地点で16万3000円/m²、舞岡町字古屋敷3340番1外の地点で11万3000円/m²となっている。

## 歴史

### 沿革
かつての鎌倉郡舞岡村で、1889年（明治22年）に上柏尾・下柏尾・前山田・後山田・品濃・平戸の各村および永谷村飛び地と合併、川上村となる。1939年（昭和14年）4月1日に横浜市戸塚区に編入され、戸塚区舞岡町が新設された。地名の由来ははっきりしないが、古くは腰村と呼ばれていたが、1302年に白旗が空に舞った吉事にちなみ舞岡に変わったと言われ、延慶2年(1309年)に南条時光が資産を嫡子南条時忠に譲った書面に「まいおか」と記されている。その後「前岡」も用いられ、後北条氏の作成した『小田原衆所領役帳』や、1737年の庚申塔に「前岡」の記述がみられる。南部の一部は昭和40年台に宅地開発が行われた結果、1980年11月10日に南舞岡一丁目～四丁目が新設され、舞岡町から分離した。

## 世帯数と人口
2025年（令和7年）6月30日現在（横浜市発表）の世帯数と人口は以下の通りである。
| 町丁   | 世帯数    | 人口    |
| ------ | --------- | ------- |
| 舞岡町 | 3,428世帯 | 7,314人 |

### 人口の変遷
国勢調査による人口の推移。
| 年                 | 人口  |
| ------------------ | ----- |
| 1995年（平成7年）  | 6,925 |
| 2000年（平成12年） | 7,037 |
| 2005年（平成17年） | 7,490 |
| 2010年（平成22年） | 7,621 |
| 2015年（平成27年） | 7,758 |
| 2020年（令和2年）  | 8,215 |

### 世帯数の変遷
国勢調査による世帯数の推移。
| 年                 | 世帯数 |
| ------------------ | ------ |
| 1995年（平成7年）  | 2,343  |
| 2000年（平成12年） | 2,414  |
| 2005年（平成17年） | 2,569  |
| 2010年（平成22年） | 2,651  |
| 2015年（平成27年） | 2,789  |
| 2020年（令和2年）  | 3,049  |

## 学区
市立小・中学校に通う場合、学区は以下の通りとなる（2024年11月時点）。
| 番地 | 小学校               | 中学校               |
| --- | -------------------- | -------------------- |
| 1153番地、1159番地 1462番地、1472〜1474番地 | 横浜市立倉田小学校   | 横浜市立豊田中学校   |
| 961〜994番地、996〜1002番地、1004〜1005番地 1015〜1021番地、1138〜1139番地、1143〜1152番地 1154〜1158番地、1160〜1182番地、1191〜1194番地 1208〜1461番地、1463〜1471番地、1475〜1989番地 2008番地、2445〜2933番地、2935番地の1・4・5 2936番地、2937番地の1・4・6 2940番地の2・6、2941〜2942番地、2973〜2979番地 3042番地の2、3043番地〜3045番地の1 3047番地の1、3049〜3050番地、3052番地の1・4 3053番地の1・4、3054〜3067番地、4050〜4085番地                                             | 横浜市立南舞岡小学校 | 横浜市立日限山中学校 |
| 1090番地の1・5〜6、1091番地の1〜2・4 1091番地の6〜8、1092番地 1093番地の2〜4・6〜7 | 横浜市立東戸塚小学校 | 横浜市立舞岡中学校   |
| 3585番地の1〜5・8〜22、3587番地の1〜6・8〜9 3589番地の1〜2・12・35〜39 | 横浜市立柏尾小学校   | 横浜市立舞岡中学校   |
| 1〜947番地、1022〜1089番地 1090番地の2〜4・7〜終り、1091番地の3・5・9〜終り 1093番地の1・5、1093番地の8〜1137番地 1140〜1142番地、2123〜2129番地 2934番地、2935番地の2、2937番地の2・5 2938番地〜2940番地の1、2940番地の4・5 2943〜2969番地、2981番地〜3042番地の1 3045番地の2、3046番地、3047番地の5・7 3048番地、3051番地、3052番地の3 3053番地の2、3068〜3584番地 3585番地の6・7・23〜終り 3586番地、3587番地の7・10〜終り、3588番地 3589番地の3〜11・13〜34・40〜終り、3590〜3711番地 | 横浜市立舞岡小学校   | 横浜市立舞岡中学校   |

## 事業所
2021年（令和3年）現在の経済センサス調査による事業所数と従業員数は以下の通りである。
| 町丁   | 事業所数  | 従業員数 |
| ------ | --------- | -------- |
| 舞岡町 | 183事業所 | 3,459人  |

### 事業者数の変遷
経済センサスによる事業所数の推移。
| 年                 | 事業者数 |
| ------------------ | -------- |
| 2016年（平成28年） | 182      |
| 2021年（令和3年）  | 183      |

### 従業員数の変遷
経済センサスによる従業員数の推移。
| 年                 | 従業員数 |
| ------------------ | -------- |
| 2016年（平成28年） | 3,450    |
| 2021年（令和3年）  | 3,459    |

## 交通
道路は町北部には県道横浜伊勢原線、中部には都市計画道路舞岡上郷線が、いずれも東西に通る。また都市計画道路上永谷大船線町の一部区間が整備中であり、道路交通網の結節点となっている。さらに中部から南部にかけて上永谷戸塚線の延伸計画があったが、舞岡ふるさとの森の緑地保全も考慮された計画見直しにより廃止となった。
町中部に横浜市営地下鉄ブルーライン舞岡駅がある。中部および南部は江ノ電バス横浜の複数の路線が地域内を経由し、また北部には神奈川中央交通舞岡営業所があり、そのどちらも戸塚駅へのバスを高頻度で運行している。

## 主な施設

### 教育機関
地域が南北に長いため小中学校の学区は地区内の舞岡小学校・舞岡中学校をはじめ隣接地域の複数の学校に設定されている。
- 横浜市立舞岡小学校
- 横浜市立舞岡中学校
- 横浜市立大学舞岡キャンパス（木原生物学研究所）

### 企業

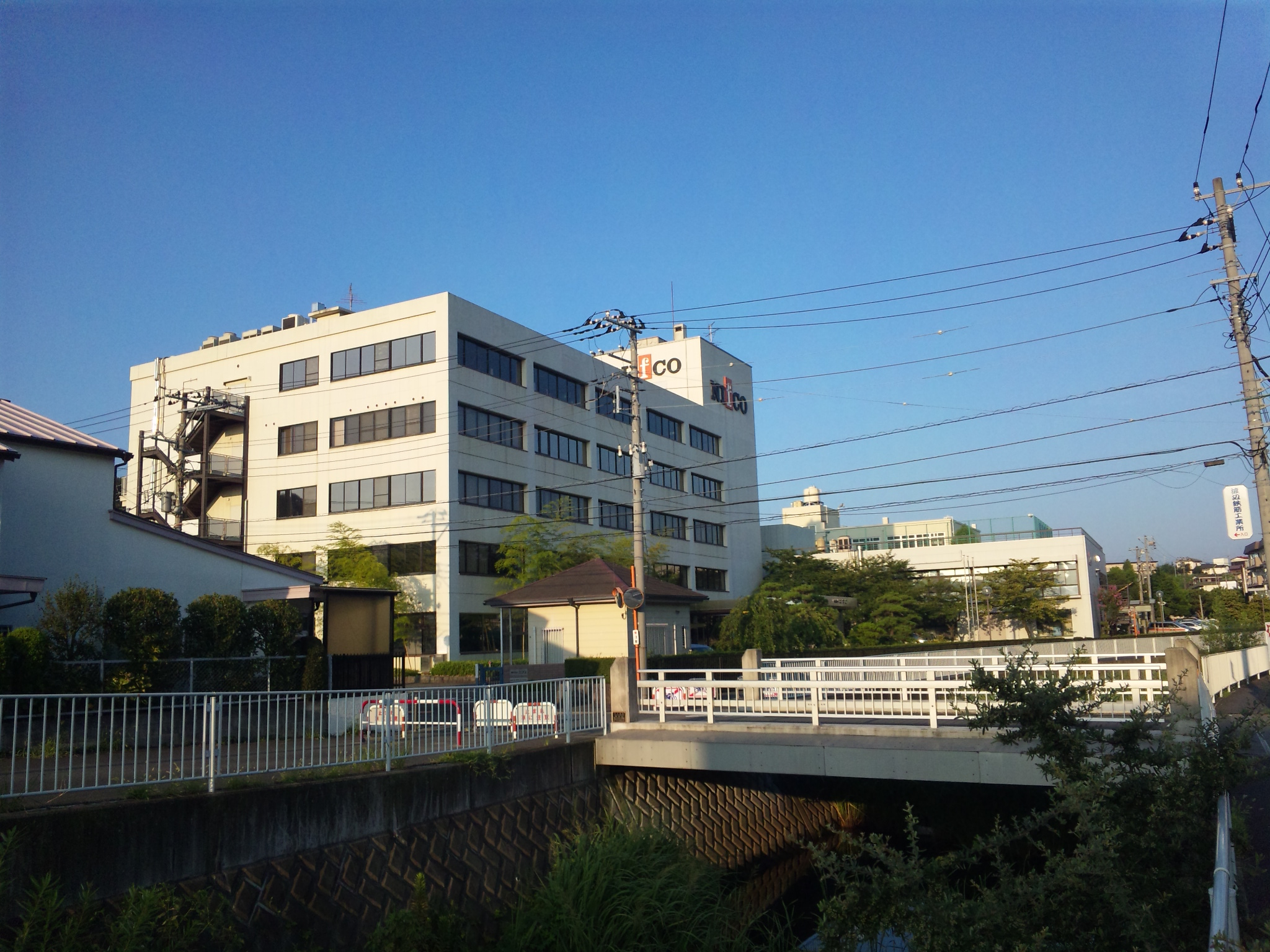
ニフコ本社と舞岡川

- ニフコ - 東証一部上場のプラスチック工業用ファスナー、精密生成品メーカー
- 横浜舞岡病院

### 寺社仏閣
丘陵の尾根沿いに鎌倉街道（中の道）とされる古道があり、そのため源氏、北条氏との関係のある寺社などが残っている。また、北西端は東海道の旧道と接している。
- 長福寺 - 北条政子が礼拝したと伝えられる十一面観世音菩薩が安置されている。
- 舞岡八幡宮 - 1302年創建。白旗空に舞う吉事を機に建立されたとされる。

### 遺跡
- 舞岡リサーチパーク内遺跡[22]
- 舞岡熊之堂遺跡[23]

## その他

### 日本郵便
- 郵便番号 : 244-0813[3]（集配局：戸塚郵便局[24]）

### 警察
町内の警察の管轄区域は以下の通りである。
| 町名   | 街区 | 警察署     | 交番       |
| ------ | ---- | ---------- | ---------- |
| 舞岡町 | 一部 | 戸塚警察署 | 不動坂交番 |
| 舞岡町 | 一部 | 戸塚警察署 | 舞岡交番   |

## 参考資料
- 『県別マップル 神奈川県広域・詳細道路地図』2006年4刷 昭文社 ISBN 9784398626998
- 高木, 宏和、宮井, 香、土井, 義幸『舞岡リサーチパーク内遺跡（資料編）』横浜市ふるさと歴史財団埋蔵文化財センター、1993年3月31日。 NCID BN11188499。
- 古屋, 紀之『横浜市戸塚区 舞岡熊之堂の戦争遺跡-Maioka Kumano-do Pacific War heritage site 太平洋戦争末期の照空隊陣地の発掘-』横浜市ふるさと歴史財団埋蔵文化財センター〈シリーズ「横浜の遺跡」vol.1〉、2022年8月8日。 NCID BC18249765。
- “横浜市町区域要覧” (PDF).   横浜市市民局 (2016年6月). 2023年6月6日閲覧。